# Цветан Папазов
Капитан I ранг доц. д-р инж. Цветан Илиев Папазов (21 април 1927 г. – 27 април 2005 г.) е български учен  в областта на военната наука и военното образование в България. Преподавател във Висшето военноморско училище във Варна.

## Биография
Цветан Папазов е роден на 21 април 1927 г. в Ямбол. Майка му, Радка Михалева Драгнева, е завършила френска филология в Гренобъл, Франция, и е била учителка по френски език. Баща му, Илия Панайотов Папазов, е бил заможен търговец и предприемач. Чичо му е известният художник Жорж Папазов.
Папазов завършва средния и висшия курс на Висшето военноморско училище във Варна през 1946 г. и 1948 г., съответно, със специалност „Корабен механик“. През 1950 г. постъпва на работа в същото училище като завеждащ електролаборатория, а от 1951 г. започва да преподава. През 1960 г. завършва специалност „Физика“ в Софийския университет. През 1972 г. защитава докторска дисертация във Военноморската академия в Санкт Петербург, СССР, на тема „Теоретични възможности за създаване на лазерен жироскоп“ или „Оптически измервания на турболентността на водата в океана (или във водна среда) с помощта на лазера“. През 1974 г. е избран за доцент.
През 1979 г. е пенсиониран по политически причини. След това се занимава със селско стопанство в селата Нова Шипка и Кичево. Умира на 27 април 2005 г. в гр. Варна. 

## Творческа дейност и заслуги
Капитан I ранг доц. д-р инж. Цветан Папазов е известен с енциклопедичните си познания и научни интереси в областта на механиката, лазерната оптика, хидродинамиката, хидроакустиката и електрониката. Той е консултант и главен изпълнител на редица устройства, прибори и системи с важно научно и отбранително значение за България.
- Проектира и изработва радиоакустичен буй, който е приет на въоръжение във флотите на страните от Варшавския договор. Внася иновации в принципа на търсене на подводници, като използва некорелационния метод, повишаващ ефективността на буя.
- Основоположник е на учебно-материалната и научно-изследователска база на ВВМУ „Н. Й. Вапцаров“.
- В съавторство създава диференциален цифров ехолот, който елиминира грешката при измерване на дълбочина. Разработва акустичен доплеров лаг на подобен принцип.
- Създава оригинален метод за директно измерване на въртящия момент върху корабни валове. Създава тензометрична апаратура и тарировъчен стенд за измерванията.
- Създава система за комуникация под водата.
- Разработва подводна система за противоминна борба.
- Участва в изследвания в областите на корабните вибрации, радиолокация, измерване на механични величини, хидроакустика.
- Участва в проекта „Плавателен канал от Дунав до Черно море“.

Признание
- Барелеф  в „Алея на преподавателя” във Военноморското училище, Варна
- Лекционна зала „Цветан Папазов” във Военноморското училище, Варна
- Улица „Цветан Папазов” във Варна